# Michel Ouellet
Pour les articles homonymes, voir Ouellet et Michel Ouellette.
Michel Ouellet (né le 5 mars 1982 à Rimouski au Québec province du Canada) est un joueur professionnel canadien de hockey sur glace,.

## Carrière de joueur
Avant de jouer dans la Ligue nationale de hockey, Ouellet commence sa carrière dans la Ligue de hockey junior majeur du Québec en jouant quatre saisons avec l'Océanic de Rimouski. En l'an 2000, il remporte la Coupe Memorial avec cette équipe.
Il est choisi par les Penguins de Pittsburgh lors du repêchage de l'an 2000, au quatrième tour (124e choix) mais ne débute pas immédiatement sa carrière dans la LNH. Il reste quelque temps dans la LHJMQ avant de se joindre aux Penguins de Wilkes-Barre/Scranton (également nommées Penguins de WBS) de la Ligue américaine de hockey et les Nailers de Wheeling de l'East Coast Hockey League, toutes deux franchises mineures affiliées aux Penguins de Pittsburgh.
Lors de la saison 2005-2006 il dispute son premier match dans la LNH, puis en 2006-2007, il participe pour une première fois aux séries éliminatoires dans la LNH. Les Penguins s'inclinent cependant au premier tour contre les Sénateurs d'Ottawa.
Le 1er juillet 2007, devenu agent libre, il signe un contrat de deux ans avec le Lightning de Tampa Bay. Le 6 octobre 2008, il est échangé aux Canucks de Vancouver, qui l'assignent à leur club-école, le Moose du Manitoba à Winnipeg. Au mois de novembre, il est appelé à participer à trois matchs avec les Canucks.
Le 23 septembre 2009, il signe un contrat avec le HC Fribourg-Gottéron, club suisse de la Ligue nationale A.
Après avoir passé une saison avec les Hamburg Freezers de la DEL (Allemagne), il signe le 1er juillet 2011 un contrat d'une saison avec l'organisation du Lightning de Tampa Bay. Il passe la saison avec leur club-école les Admirals de Norfolk, équipe avec laquelle il remporte la Coupe Calder. Il est ensuite échangé aux Bruins de Boston avec un choix de repêchage en 2012 contre Benoît Pouliot
À l'automne 2012 il participe au camp d'entraînement des Bulldogs de Hamilton, puis le 21 décembre 2012, il signe un contrat avec l'Isothermic de Thetford Mines de la Ligue nord-américaine de hockey.
Le 12 août 2013 il signe une prolongation de contrat avec l'Isothermic de Thetford-Mines.

## Statistiques
| Saison     | Équipe                       | Ligue          |     | Saison régulière | Saison régulière | Saison régulière | Saison régulière | Saison régulière |   | Séries éliminatoires | Séries éliminatoires | Séries éliminatoires | Séries éliminatoires | Séries éliminatoires |
| Saison     | Équipe                       | Ligue          | PJ  | B                | A                | Pts              | Pun              | PJ               | B | A                    | Pts                  | Pun                  |                      |                      |
| 1998-1999  | Océanic de Rimouski          | LHJMQ          | 28  | 7                | 13               | 20               | 10               | 11               | 0 | 1                    | 1                    | 6                    |                      |                      |
| 1999-2000  | Océanic de Rimouski          | LHJMQ          | 72  | 36               | 53               | 89               | 38               | 14               | 4 | 5                    | 9                    | 14                   |                      |                      |
| 2000       | Océanic de Rimouski          | Coupe Memorial | -   | -                | -                | -                | -                | 4                | 1 | 2                    | 3                    | 2                    |                      |                      |
| 2000-2001  | Océanic de Rimouski          | LHJMQ          | 63  | 42               | 50               | 92               | 50               | 11               | 6 | 7                    | 13                   | 8                    |                      |                      |
| 2001-2002  | Océanic de Rimouski          | LHJMQ          | 61  | 40               | 58               | 98               | 66               | 7                | 3 | 6                    | 9                    | 4                    |                      |                      |
| 2002-2003  | Nailers de Wheeling          | ECHL           | 55  | 20               | 26               | 46               | 40               | -                | - | -                    | -                    | -                    |                      |                      |
| 2002-2003  | Penguins de WBS              | LAH            | 4   | 0                | 2                | 2                | 0                | -                | - | -                    | -                    | -                    |                      |                      |
| 2003-2004  | Penguins de WBS              | LAH            | 79  | 30               | 19               | 49               | 34               | 22               | 2 | 10                   | 12                   | 0                    |                      |                      |
| 2004-2005  | Penguins de WBS              | LAH            | 80  | 31               | 32               | 63               | 56               | 11               | 2 | 3                    | 5                    | 6                    |                      |                      |
| 2005-2006  | Penguins de WBS              | LAH            | 19  | 10               | 20               | 30               | 12               | -                | - | -                    | -                    | -                    |                      |                      |
| 2005-2006  | Penguins de Pittsburgh       | LNH            | 50  | 16               | 16               | 32               | 16               | -                | - | -                    | -                    | -                    |                      |                      |
| 2006-2007  | Penguins de Pittsburgh       | LNH            | 73  | 19               | 29               | 48               | 30               | 5                | 0 | 1                    | 1                    | 6                    |                      |                      |
| 2007-2008  | Lightning de Tampa Bay       | LNH            | 64  | 17               | 19               | 36               | 12               | -                | - | -                    | -                    | -                    |                      |                      |
| 2008-2009  | Moose du Manitoba            | LAH            | 46  | 13               | 27               | 40               | 30               | -                | - | -                    | -                    | -                    |                      |                      |
| 2008-2009  | Canucks de Vancouver         | LNH            | 3   | 0                | 0                | 0                | 0                | -                | - | -                    | -                    | -                    |                      |                      |
| 2009-2010  | HC Fribourg-Gottéron         | LNA            | 5   | 1                | 3                | 4                | 0                | 5                | 1 | 1                    | 2                    | 4                    |                      |                      |
| 2010-2011  | Hamburg Freezers             | DEL            | 39  | 11               | 17               | 28               | 24               | -                | - | -                    | -                    | -                    |                      |                      |
| 2011-2012  | Admirals de Norfolk          | LAH            | 55  | 16               | 15               | 31               | 41               | 13               | 1 | 2                    | 3                    | 6                    |                      |                      |
| 2012-2013  | Isothermic de Thetford Mines | LNAH           | 24  | 19               | 22               | 41               | 2                | 5                | 3 | 2                    | 5                    | 0                    |                      |                      |
| 2013-2014  | Isothermic de Thetford Mines | LNAH           | 37  | 18               | 39               | 57               | 8                | 17               | 9 | 15                   | 24                   | 16                   |                      |                      |
| Totaux LNH | Totaux LNH                   | Totaux LNH     | 190 | 52               | 64               | 116              | 46               | 5                | 0 | 1                    | 1                    | 6                    |                      |                      |

## Trophées et honneurs personnels
- Ligue de hockey junior majeur du Québec
  - 1999-2000 : remporte la Coupe du président et la Coupe Memorial avec l’Océanic de Rimouski.
- Ligue américaine de hockey
  - 2008-2009 : remporte le trophée Macgregor-Kilpatrick avec le Moose du Manitoba.
  - 2011-2012 : remporte le trophée Macgregor-Kilpatrick et la Coupe Calder avec les Admirals de Norfolk.
- Ligue nord-américaine de hockey
  - 2012-2013 : remporte le Trophée du joueur le plus gentilhomme et élu dans l'équipe d'étoiles.